# 橫須賀美術館
橫須賀美術館（日语：横須賀美術館、よこすかびじゅつかん）是位於日本神奈川縣橫須賀市觀音崎公園內的一座美術館。這座美術館是為紀念橫須賀市設市100週年而設立，開館於2007年4月28日。美術館主要收藏展示和橫須賀及三浦半島有關的作家的作品。